# Rudolf Pleil
Rudolf Pleil (7 de julio de 1924-18 de febrero de 1958) fue un asesino en serie alemán conocido como Der Totmacher (literalmente: "El hacedor de muertos"). Fue condenado por matar a un vendedor y a nueve mujeres, pero afirmó haber matado a 25 personas. Muchos de sus crímenes tuvieron lugar principalmente en la cordillera del Harz.

## Primeros años de vida
Pleil nació el 7 de julio de 1924 en un pequeño pueblo, cerca de la frontera de la antigua Checoslovaquia. Su padre era obrero industrial y comunista. Tras la toma del control por parte de los nazis, fue detenido y se trasladó con su familia a la vecina ciudad checa de Vejprty. A los nueve años, Pleil tuvo que mantener a sus padres mediante el contrabando en la frontera y fue detenido en repetidas ocasiones. No iba a la escuela con regularidad porque tenía que ganar dinero para sus padres desempleados y su hermana. Su hermano murió prematuramente y su hermana mayor se sometió a una esterilización forzada debido a su epilepsia, según la ley nazi. A los 13 años tuvo su primera experiencia sexual con una prostituta.
En 1939, cuando tenía 15 años, se fue de casa y empezó a trabajar como carnicero, pero lo dejó a las pocas semanas. Trabajó como mozo de barco en las barcazas del Elba y el Oder. También en este caso, se dedicó a pequeños negocios ilegales. En el verano de 1939 fue contratado como maquinista en un barco mercante con destino a Sudamérica. Tras el inicio de la Segunda Guerra Mundial, llegó a la Kriegsmarine, donde fue condenado a un año de prisión por robo. El 26 de octubre de 1943 fue declarado no apto para el servicio debido a ataques epilépticos. Después de su despido trabajó como camarero, siguió sufriendo ataques, por lo que, según un informe médico, debía ser esterilizado. Un atentado destruyó el quirófano unos días antes de la cita prevista. Pleil había sido padre de un hijo ilegítimo, del que se hizo cargo su hermana.

## Asesinatos
Pleil se convirtió en cocinero en un campo de trabajo, donde mataba y comía gatos. Tras la invasión del Ejército Rojo, fue contratado como policía auxiliar en su pueblo natal. En 1945, durante esta época, afirmó que en su pueblo natal había disparado y matado a un soldado soviético borracho que saqueaba mientras le robaba. Sin embargo, logró escapar del castigo por este crimen, ya que los residentes locales ayudaron a enterrar el cuerpo en el bosque.
Pleil se casó con una joven a la que había dejado embarazada. Alrededor de la misma época, comenzó a agredir sexualmente a las mujeres por la noche. Admitió haber cometido asesinatos ya en 1945, pero no se pudo demostrar.
Después de la guerra, trabajó como representante de ventas y llegó a montar su propio pequeño negocio; sin embargo, pronto fue despedido y su empresa quebró. En 1946 se trasladó de Zöblitz a Zorge, en el sur del Harz.
Entre 1946 y 1947, Pleil trabajó como trabajador fronterizo en el Harz y ayudó a pagar a personas, en su mayoría mujeres, para que cruzaran ilegalmente al Este y al Oeste. En estos dos años violó y asesinó al menos a 12 mujeres, con la ayuda de dos cómplices, Karl Hoffmann y Konrad Schüßler. El 18 de abril de 1947, Pleil fue detenido tras el robo del empresario de Hamburgo Hermann Bennen, cuyo cuerpo, desmembrado a golpes de hacha, fue encontrado en el arroyo Zorgebach.

### Asesinatos
Entre 1945 y 1950, 13 policías fueron asesinados en la zona fronteriza de esta región, lo que hizo que la policía saliera a patrullar sólo en grupo. A los trabajadores fronterizos como Pleil y sus dos cómplices no les resultaba difícil eludir las patrullas, sobre todo porque la autoridad policial terminaba en la frontera zonal. Además, los distintos departamentos policiales, como la Kriminalpolizei y la policía, no cooperaban eficazmente. Así que se llegó a una investigación de asesinatos de mujeres en la zona fronteriza a una más grave, ya que un Schutzpolizist de Vienenburg informó que se encontraron partes de cuerpos en un pozo allí. De hecho, también se encontraron los cadáveres de dos mujeres que Pleil había matado en esa montaña. Pleil y sus cómplices mataron al menos a otras tres mujeres antes de ser detenidos. Cuando Pleil trabajaba en una prisión de Celle como verdugo, se jactaba de tener experiencia previa en asesinatos, y había dejado a dos de sus víctimas en el pozo de Vienenburg. Poco después fue detenido y acusado de los asesinatos de varias mujeres en la zona fronteriza.
Pleil fue finalmente condenado por varios asesinatos:

#### 1946
- Erica M., 32 años. Fue violada, robada y asesinada por golpes en la cabeza.
- El 19 de julio agredió sexualmente y mató a una mujer desconocida de aproximadamente 25 años en el bosque entre Walkenried y Ellrich, en el límite del sur de Harz. Utilizó un martillo para matarla (el cuerpo fue encontrado cerca de la carretera del bosque).
- El 19 de agosto, Pleil y su cómplice Karl Hoffmann atrajeron a una mujer desconocida de 25 años a los terrenos del depósito de mercancías en la ciudad fronteriza de Hof, en la Alta Franconia. Hoffmann la apuñaló en la cabeza con su cuchillo mientras la violaba, antes de degollarla. Fue arrojada al fondo de un pozo de siete metros cerca de la estación de tren. Fue descubierta el 20 de agosto de 1946.
- El 2 de septiembre, Pleil y Hoffmann se encontraron con una mujer de 25 años, "Inga X", que cruzaba la frontera en Bergen. Pleil la mató con una piedra de campo y Hoffmann enterró el cuerpo en el bosque. El 4 de septiembre de 1946 fue descubierto entre la maleza cerca de un camino rural.
- A mediados de septiembre, Pleil y Hoffmann se encontraron con una mujer negra de 25 años, "Frau X", de Trappstadt, que se dirigía a la frontera zonal. Hoffmann la robó y la mató en el bosque cercano, decapitando después su cadáver, que fue descubierto en el bosque el 9 de noviembre de 1946, un mes después de la desaparición.
- A finales de noviembre, Pleil se ofreció a guiar a una joven de 25 años "Krista 3" a través de la frontera. En el bosque entre Ellrich y Walkenried, sufrió un fuerte ataque de epilepsia alcohólica. Cuando volvió en sí, la chica yacía a su lado, muerta. Fue descubierta en noviembre de 1946.
- El 12 de diciembre, Pleil y Schüßler robaron a una viuda de 55 años cerca de Nordhausen y la golpearon con palos. La mujer sobrevivió a este ataque y fue un testigo crucial en el juicio.
- El 14 de diciembre, Pleil mató a una mujer de 37 años en la caseta de vigilancia de Vienenburg en presencia de Schüßler, y luego arrojó su cuerpo a un pozo. Cinco días después, mató a una viuda de 44 años, arrojando también su cuerpo al pozo.

#### 1947
- El 16 de enero, Pleil y Hoffmann ofrecieron a una mujer de 20 años, "Margot M", llevarla a la Zona Este. Pleil la mató cerca de la carretera que discurre entre Abbenrode y Stapelburg. Luego se deshizo del cadáver en un arroyo, que fue descubierto el 17 de enero de 1947.
- A mediados de febrero, Pleil mató a una mujer de 49 años "Frau S" en un bosque cerca de Dudersieben, y Hoffmann robó el cadáver. Murió por graves daños en el cráneo hechos con una barra de hierro, y por violación. Fue encontrada en el bosque bajo una pila de leña en febrero de 1947.
- A principios de marzo, Pleil y Hoffmann cometieron otro asesinato cerca de Zorge, en la zona de ocupación soviética. Hoffmann apuñaló a una joven desconocida hasta la muerte y luego le cortó la cabeza [encontrada]. Su cuerpo fue encontrado más tarde en el sector británico.

El inicio del juicio en el tribunal de distrito de Brunswick se fijó para el 31 de octubre de 1950. Pleil ya había sido condenado a 12 años de prisión por homicidio involuntario por el Landgericht Braunschweig.

## Antecedentes del arresto
Las referencias más frecuentes a Rudolf Pleil procedían del Harz, pero también en otras regiones se sabía de él y se señalaba a esta persona. Un residente de Hof, que en los años 40 mantenía una pequeña pensión para retornados y estaba informado de las condiciones en la frontera, pensaba que aún tenía un recuerdo impresionante de Pleil.
Pleil fue detenido inicialmente por matar a Hermann Bennen durante un altercado físico en un cruce de fronteras; Pleil había matado a Bennen con un hacha. Bennen era su segunda víctima masculina. El tribunal lo declaró culpable de homicidio involuntario, ya que estaba muy intoxicado en ese momento. Si se le hubiera declarado culpable de asesinato, habría recibido la pena de muerte. El resto de los crímenes quedaron sin resolver, por lo que las autoridades policiales y judiciales compartieron un enfoque superficial. También se tuvo en cuenta el hecho de que muchas de las víctimas no eran de la zona, ya que solían ser personas desarraigadas a causa de la guerra y la posguerra.
Mientras estaba detenido en Celle, Pleil confesó finalmente otros asesinatos. En unas memorias tituladas Mein Kampf -siguiendo el ejemplo de la autobiografía de Adolf Hitler- afirmó haber cometido un total de 25 asesinatos, y por tanto uno más que Fritz Haarmann. En el libro, se refirió a sí mismo como el "mayor asesino".

### Los cómplices
- Karl Hoffmann, nacido en 1913 en Hausdorf, era sastre de ropa de mujer de profesión. Se le consideraba brutal e insensible, y mataba para conseguir bienes robados. Murió en prisión en 1976.
- Konrad Schüßler, de Leukersdorf, era un carnicero de 18 años. Fue indultado a finales de la década de 1970.[8]

## Juicio
La prensa alemana cubrió ampliamente el juicio de Pleil y sus cómplices, y con el tiempo también atrajo la atención de los medios internacionales. Pleil disfrutó de la atención y habló con varios periodistas, a menudo exagerando sus crímenes. El sonriente Pleil confesó en el llamado "juicio de Brunswick" los asesinatos de varias mujeres, jactándose de haber cometido un total de 40 asesinatos.
Durante el juicio, Pleil alegó que padecía una enfermedad mental, con la esperanza de que lo internaran en lugar de encarcelarlo. Sin embargo, esta estratagema no tuvo éxito; tres semanas después del inicio del juicio, el 17 de noviembre de 1950, Pleil y sus dos cómplices fueron condenados a cadena perpetua por múltiples asesinatos.

## Muerte
El 16 de febrero de 1958, Pleil se ahorcó en su celda.

## Testigos y análisis posteriores
- Jutta Schultz, entonces taquígrafa, lo describió así: Pleil era entonces sólo un poco mayor que ella, y sin embargo no era posible calcular su verdadera edad. Su pelo era ya muy fino, llevaba unas pequeñas gafas redondas y sólo hablaba un alemán entrecortado. Sin embargo, se dio cuenta de que siempre llevaba una pequeña carpeta en la que, al parecer, tomaba notas. También parecía muy seguro de sí mismo y afirmaba que era el "hombre muerto". Más tarde dijo que no creía sus afirmaciones de enfermedad mental: "Era un sádico y tiene cada acción antes exactamente ajustada: me encuentro una mujer, la robo y luego la enfrío. Esa era su lógica. El tipo sabía exactamente lo que hacía".[11]

- Erich Helmer, antiguo capellán de la prisión, recordó que sólo se le permitía visitar a Pleil bajo supervisión oficial, ya que éste era considerado peligroso. Helmer recordó que durante una de esas visitas, Pleil se sentó en su celda llorando y le mostró una carta de Inglaterra en la que unas mujeres cristianas escribían que rezaban por él. Ese día, Pleil le dio a Helmer tres cuadernos en los que había escrito una especie de autobiografía titulada Mein Kampf, en la que se jactaba de haber cometido 25 asesinatos. Otro cuaderno llevaba el título "Sin piedad mataré al niño y al anciano, y después de cien años se seguirá hablando de mí".[12]

- El psicólogo criminalista Ulrich Zander dijo en su análisis de Pleil que no era estúpido, sino muy retorcido. Examinó una carta de Pleil y la describió como una clara muestra del narcisismo y la egomanía de Pleil, sobre todo en su jactancia de tener un "talento especial" como "hacedor de muertos".[13]

- En 2007, el cineasta Hans-Dieter Rutsch dirigió el documental Der Totmacher Rudolf Pleil sobre la vida de Rudolf Pleil para la serie Das Erste Die großen Kriminalfälle.[14]

- Hella Mock, hija de una de las víctimas de Pleil, cuenta en un artículo de prensa los diarios de su madre.[15]

## Literatura
- Wolfgang Ullrich: El caso de Rudolf Pleil y compañeros . En: Archive for Criminology, Volumen 123, 1959, pp. 36-44, 101-110.
- Christian Zentner : Historia ilustrada de la era Adenauer . Múnich 1984,ISBN 3-517-00845-1, pág. 92 y siguientes.
- Gerhard Feix: La muerte llegó por correo. De la historia de la RFA-Kripo . Editorial Das Neue, Berlín 1988,ISBN 3-360-00197-4 .
- Hans Pfeiffer: La compulsión a la serie - Asesinos en serie sin máscara, Editorial Militzke, OA (1996),ISBN 3-86189-729-6, (en línea (pág. 163 y ss.)), Recuperado el 30 de mayo de 2014
- Kathrin Kompisch, Frank Otto: Monstruo para las masas los alemanes y sus asesinos en serie . Militzke, Leipzig 2004,ISBN 3-86189-722-9.
- Kathrin Kompisch, Frank Otto: diablo en forma humana. Los alemanes y sus asesinos en serie . Bastei-Lübbe, Bergisch Gladbach 2006,ISBN 3-404-60571-3.
- Reinhold Albert, Hans-Jürgen Salier: El "Hacedor de Muertos" Rudolf Pleil . En: Experiencias fronterizas compactas: el régimen fronterizo entre el sur de Turingia y Baviera/Hessen de 1945 a 1990. Leipzig/Hildburghausen 2009,ISBN 978-3-939611-35-6, pág. 277ss.
- ¿El arenque tiene alma? En: Der Spiegel . No. 29, 1958 ( en línea - Pleil Memoiren).
- Wiltrud Wehner-Davin: El caso Rudolf Pleil, Totmacher aD, en: Kriminalistik - revista independiente para la ciencia y práctica criminal 1985, pp. 339–341.